# Никифоров, Пётр Дмитриевич
Пётр Дми́триевич Ники́форов (возможные года рождения 1909, 1910, 1912 — дата смерти неизвестна) — советский футболист. Нападающий.

## Карьера
Почти всю свою карьеру игрока провёл в московском «Спартаке», ещё с тех пор когда команда носила названия «Пищевики» и «Промкооперация». В 1938 году перешёл в другую московскую команду «Пищевик», где по завершении сезона закончил карьеру футболиста.